# Félix d'Herelle
Félix d'Herelle (25 tháng 4 năm 1873 – 22 tháng 2 năm 1949) là một nhà vi sinh học mang quốc tịch Pháp-Canada, ông là người đồng khám phá ra bacteriophage (virus có đặc tính xâm lấn vi khuẩn) và các thí nghiệm trong phát triển liệu pháp phage.

## Tiểu sử

### Thời niên thiếu
D'Herelle sinh ra ở Montreal, Quebec, gia đình ông là những người nhập cư Pháp. Cha của ông, lớn hơn vợ của mình 30 tuổi, mất khi Félix còn 6 tuổi. Félix, mẹ ông và em trai của ông Daniel, sau đó chuyển tới Paris. Năm 16 tuổi, ông bắt đầu đi du ngoạn khắp các nước Tây Âu bằng xe đạp. Khi được 17 tuổi, sau khi tốt nghiệp phổ thông (ông theo học trường Lycée Condorcet và Lycée Louis-le-Grand), ông đi du lịch ở Nam Mỹ. Rồi sau đó, ông tiếp tục cuộc hành trình của mình ở châu Âu, bao gồm cả Thổ Nhĩ Kỳ, nơi ông gặp người vợ tương lai, Marie Caire.
Tại tuổi 24, ông là cha của một đứa con gái, ông và gia đình của mình lại quay về Canada. Ông tự lập một phòng thí nghiệm tại gia và nghiên cứu vi sinh học bằng cách học hỏi từ sách và thực hiện các thí nghiệm của riêng mình. Bằng tiền kiếm được từ việc làm trong chính phủ Canada, ông nghiên cứu sự lên men và chưng cất nhựa cây thích thành rượu sơ-náp. Ông cũng làm việc với vai trò là nhân viên y tế trong các cuộc thám hiểm địa chất, ngay cả khi ông không có một bằng cấp hay kinh nghiệm thực tế nào về y khoa. Cũng như người em của mình, phần lớn nguồn tài chính của ông là kiếm được từ nhà máy sô-cô-la vốn phá sản một thời gian không lâu sau đó.

### Guatemala và Mexico
Cùng với số tiền bạc của ông bị tiêu tan và sự ra đòi của đứa con gái thứ hai, ông phải ký hợp đồng với chính phủ Guatemala nhận công việc của một nhà vi khuẩn học tại bệnh viện ở thành phố Guatemala. Tại đây, ông còn hành nghề tay trái là tìm cách làm rượu whiskey từ chuối. Sống trong điều kiện khắc nghiệt và nguy hiểm ở đất nước này là một điều khó khăn với gia đình của ông, nhưng d'Herelle, với con tim ưa mạo hiểm phiêu lưu, thích làm việc gần với "cuộc sống thực tế", hơn là một môi trường thuận lợi nhiều phương tiện đã được "văn minh hóa". Ông đã phát biểu điều này khi kể về chặng đường đầu nghiên cứu khoa học của mình.
Năm 1907, ông nhận lời mời từ chính phủ México để tiếp tục nghiên cứu sự lên men. Ông và gia đình chuyển tới một trang trại trồng cây sisal gần Mérida, Yucatán. Tại đây bệnh tật ập đến bản thân ông và gia đình, nhưng đến năm 1909, ông đã hoàn thành phương pháp sản xuất rượu si-náp sisal.

### Trở lại Pháp
Khi các máy móc phục vụ việc sản xuất hàng loạt được đặt Paris, nơi ông giám sát việc chế tạo các thiết bị. Trong lúc đó, ông cũng làm việc tình nguyện tại phòng thí nghiệm ở Viện Pasteur vào thời gian rảnh của mình. Ông được mời điều hành một trang trại tại Mexico, nhưng ông từ chối coi công việc đó là "quá nhàm chán". Tuy nhiên, ông cũng dành thời gian cố gắng dập tắt dịch châu chấu đang hành hoành tại đây bằng việc sử dụng các căn bệnh của sinh vật này. Ông đã tách được các vi khuẩn gây hại từ ruột châu chấu.
D'Herelle và gia đình cuối cùng chuyển tới Paris đầu năm 1911, nơi ông lại làm việc như là một nhân viên phụ việc không lương tại viện Pasteur. Ông gây được sự chú ý của cộng đồng khoa học trong cùng năm, khi các kết quả thành công trong việc ngăn chặn dịch châu chấu tại Mexico bằng vi khuẩn Coccobacillus được công bố.

### Argentina
Cuối năm đó, d'Herelle hoạt động không ngừng nghỉ vẫn tiếp tục sự nghiệp của mình. Vào thời điển này ở Argentina, nơi ông được đề nghị áp dụng các kết quả nghiên của mình trên một phạm vị rộng lớn hơn. Do vậy, vào năm 1912 và 1913, ông chiến đầu chống lại dịch châu chấu tại Argentinia bằng các thí nghiệm với vi khuẩn coccobacillus. Mặc dù các tuyên bố ở Argentina về kết quả của nghiên cứu là trái ngược nhau, nhưng ông vẫn công bố các thí nghiệm của mình là thành công trọn vẹn và ông được mời đến các quốc gia khác để tiếp tục thực hiện phương pháp này.

## Pháp và phage
Trong suốt Chiến tranh thế giới thứ nhất, d'Herelle và các phụ tá (vợ ông và các con gái là một trong số họ) sản xuất hơ 12 triệu liều thuốc cho quân Đồng Minh. Tại thời điểm đó, các phương thức chữa trị y khoa còn rất sơ khai, so với tiêu chuẩn hiện nay. Vaccine đậu mùa phát triển bởi Edward Jenner, là một trong vài loại vaccin có sẵn. Các thuốc kháng sinh đầu tiên dựa trên chất arsenic salvarsan chống lại bệnh giang mai, lại gây ra nhiều tác dụng phụ nghiêm trọng cho bệnh nhân. Các phương pháp chữa bệnh thông thường dựa vào việc sử dụng thủy ngân, strychnine, và cocaine. Kết quả là vào năm 1900, tuổi thọ trung bình của con người chỉ là 45 năm và Thế chiến I đã không làm cho tình hình này tốt hơn.
Năm 1915, nhà vi khuẩn học Anh Frederick W. Twort khám phá ra một yếu tố có thể lây nhiễm và giết chết vi khuẩn, nhưng ông lại không tiếp tục nghiên cứu vấn đề này kỹ hơn. Một cách độc lập, sự kiện khám phá ra "một vi sinh vật vô hình, đối kháng với trực khuẩn lỵ" bởi d'Herelle được công bố vào ngày 3 tháng 11 năm 1917. Và d'Herelle phân lập phages bằng cách:
1. Môi trường dinh dưỡng được cấy vi khuẩn; sau đó môi trường trở nên đục.
2. Vi khuẩn bị lây nhiễm bởi phages và chết, sản xuất ra nhiều phage mới; môi trường trở lại trong.
3. Môi trường nuôi cấy được lọc qua sứ, giữ lại vi khuẩn và các vật chất có kích thước lớn hơn vi khuẩn; chỉ cho phép phage đi qua.

Vào đầu năm 1919, d'Herelle phân lập được phage từ phân gà, và thành công trong việc ngăn chặn dịch sốt phát ban ở gà bằng phage. Sau thí nghiệm thành công trên gà, ông đã sẵn sàng cho một thí nghiệm đầu tiên trên con người. Bệnh nhân đầu tiên được chữa trị bệnh lỵ bằng liệu pháp phage vào tháng 8 năm 1919. Sau đó nhiều người đã được chữa trị cũng bằng liệu pháp này.
Tại thời điểm đó, người ta không biết chính xác phage là gì cho đến khi con phage đầu tiên được quan sát dưới kính hiển vi điện tử bởi Helmut Ruska vào năm 1939. D'Herelle đã khẳng định được rằng yếu tố này có thể tái sản xuất và có thể tiêu hóa vi khuẩn bằng một phương cách nào đó, điều này đã được xác nhận một thời gian lâu sau đó. Các thuyết khác cho rằng phage là các vật thể không có sự sống, ví dụ như protein, vốn đã hiện diện trong vi khuẩn và chỉ tạo điều kiện cho sự giải phóng cho các protein tương tự để bắt đầu tiến trình tiêu diệt vi khuẩn. Vì sự thiếu chắc chắn này mà d'Herelle sử dụng phage nhưng không thông hội chẩn với bệnh nhân, dẫn đến công việc của ông bị nhiều sự chỉ trích từ các nhà khoa học khác.
Năm 1920, d'Herelle đến khu vực Đông Dương nhằm theo đuổi việc nghiên cứu bệnh tả và dịch hạch, rồi sau đó ông trở về Pháp cuối năm đó. Cho tới thời điểm đó, D'Herelle chính thức vẫn là nhân viên phụ việc không được trả lương, và không có được một phòng thí nghiệm riêng; về sau d'Herelle khẳng định đó là kết quả của một cuộc tranh cãi giữa ông và người phó giám đốc viện Pasteur, Albert Calmette. Nhà sinh học Edouard Pozerski đã tỏ ra thông cảm với d'Herelle và cho ông mượn các dụng cụ ở phòng thí nghiệm của ông. Năm 1921, ông đã tự xoay xở và cho phát hành cuốn sách về các công trình của mình như là một tài liệu chính thức của Viện bằng cách qua mặt ông Calmette. Trong những năm sau đó, các bác sĩ và nhà khoa học ở khắp Tây Âu bày tỏ sự quan tâm ngày càng tăng đến liệu pháp chữa trị bằng phage, đã được thử nghiệm thành công trong việc ngăn chặn nhiều căn bệnh khác nhau. Kể từ đó, trong một vài trường hợp cá biệt vi khuẩn đề kháng đối với một loại phage duy nhất, d'Herelle đã đề nghị sử dụng "hỗn hợp phage" bao gồm nhiều dòng phage khác nhau để chữa trị.
Liệu pháp phage nhanh chóng được ứng dụng rộng rãi, và trở thành một niềm hi vọng lớn trong y khoa. Năm 1925, d'Herelle nhận được bằng tiến sĩ danh dự từ Đại học Leiden, cũng như huy chương Leeuwenhoek, vốn chỉ được trao mỗi mười năm. Giải thưởng sau đã có ảnh hưởng quan trọng đối với ông, cũng như nhà sinh học nổi tiếng Louis Pasteur nhận cùng giải vào năm 1895. Các năm tiếp theo, ông được đề cử 8 lần cho giải Nobel, dù vậy ông chưa một lần nhận giải này.

### Ai Cập và Ấn Độ
Sau khi nhận một vị trí tạm thời tại Đại học Leiden, d'Herelle có được một vị trí trong Conseil Sanitaire, Maritime et Quarantenaire d'Egypte tại Alexandria. Đây là một Hội đồng có trách nhiệm ngăn chặn sư lan tràn của bệnh dịch hạch và bệnh tả đến châu Âu, và đặc biệt nhấn mạnh vào các vấn đền vệ sinh của các nhóm người hành hương đạo Hồi trở về từ Mecca và Medina. D'Herelle đã sử dụng các loại phage mà ông thu thập được từ chuột nhiễm dịch hạch trong các cuộc hành trình của ông tại Đông Dương vào năm 1920 để chữa trị các bệnh nhân ở đây một cách thành công. Đế quốc Anh ngay lập tức đã có các chiến dịch rộng lớn nhằm ngăn chặn dịch hạch dưa trên các kết quả nghiên cứu của ông. Vào năm 1927, d'Herelle đã chuyển mục tiêu của mình sang một hướng khác: Ấn Độ và bệnh tả.
D'Herelle đã phân lập được các chủng phage các nạn nhân dịch tả ở Ấn Độ. Như thường lệ, ông không chọn một bệnh viện đảm bảo đầy đủ các tiêu chuẩn châu Âu, mà lựa chọn các căn lều y tế ở các khu ổ chuột. Theo thuyết của ông, một người nghiên cứu cần phải rời bỏ các bệnh viện được trang bị đầy đủ và nên làm việc và chống lại các căn bệnh ở môi trường "tự nhiên" của chúng. Đội của ông đã đi đổ các dung dịch chứa phage vào các giếng nước ở các ngôi làng có bệnh nhân; và kết quả là tử lện tử vong giảm từ 60% chỉ còn 8%. Trên toàn Ấn Độ bệnh dịch bị dập tắt trong vòng ít hơn 7 tháng.

### Hoa Kỳ
Tuy nhiên, sau đó D'Herelle lại từ chối yêu cầu của chính phủ Anh quốc làm việc ở Ấn Độ trong năm tiếp theo, thay vào đó ông nhận lời mời làm giảng sư từ Đại học Yale. Trong lúc đó, các công ty dược phẩm ở châu Âu và Hoa Kỳ đã bắt đầu sản xuất các dược phẩm từ phage của riêng họ, các dược phẩm này lại được hứa hẹn sẽ cho các kết quả điều trị không khả thi. Để chống lại việc này, d'Herelle đồng ý làm người cộng tác với một công ty sản xuất phage của Pháp, và lấy lợi nhuận thu được đầu tư trở lại cho việc nghiên cứu phage. Nhưng tất cả họ đều phải gánh chịu những hậu quả của các vấn đề nảy sinh trong sản xuất; nguyên nhân là do các dược phẩm tổng hợp phage cho kết quả thất thường; điều này được lý giải là do trong quá trình cố gắng sản xuất hàng loạt một điều gì đó đã bị bỏ qua khiến phage mất tác dụng, dẫn đến sự mất phẩm chất của phage, hay là do tính sai lượng thành phần, hoặc tính sai về liều thuốc gây ra việc sử dụng sai loại phages, vốn chỉ đặc hiệu với từng loại vi khuẩn. Hơn nữa, nhiều nghiên cứu về hiệu quả điều trị của phage đã bị chỉnh sửa một cách có chủ ý. Tất cả những điều đó đã khiến cho cộng đồng khoa học quay lưng lại với d'Herelle, người mà do tính cách nóng nảy của mình đã làm nảy sinh người chống đối với ông.

### Liên Xô
Nhưng một lần nữa, ông lại chuyển nơi làm. Vào khoảng năm 1934, ông tới thành phố Tbilisi (Georgia, nơi Joseph Stalin được sinh ra). D'Herelle được chào đón như một anh hùng tại Liên bang Xô Viết, khi mang đến các kiến thức giúp ngăn chặn các căn bệnh đang hoành hành ở các quốc gia Đông Âu rồi lan tràn đến Nga. Ông chấp nhận lời mời của Stalin vì hai lý do: người ta cho rằng ông bị thu hút bởi chủ nghĩa cộng sản, và ông cảm thấy hạnh phúc khi làm việc với người bạn của ông, Giáo sư George Eliava, người sáng lập Viện Tbilisi vào năm 1923. Eliava đã kết bạn với d'Herelle trong chuyến đi đến viện Pasteur ở Paris, nơi ông tìm hiểu và học hỏi về phage vào năm 1926.
D'Herelle làm việc tại viện Tbilisi trong vòng khoảng 1 năm - và công trình của ông được ghi nhận trong cuốn sách, "Bacteriophage và hiện tượng phục hồi" được viết và xuất bản ở Tbilisi vào năm 1935, và dành tặng cho Stalin. Ông đã dự định cư trú lâu dài tại Tbililsi và đã bắt đầu xây dựng một căn nhà riêng trong khuôn viên Viện (sau này được chuyển thành trụ sở KGB tại Georgia). Nhưng ngay sau đó, bạn của ông Eliava đem lòng yêu người phụ nữ là trưởng cơ quan cảnh sát bí mật và người này cũng đáp lại tình yêu này, do đó Eliava đã được định đoạt. Ông bị lưu đày và công bố là kẻ thù của nhân dân dưới sự thanh trừng do Stalin. D'Herelle buộc phải trốn chạy vào không bao rờ quay lại Tbilisi. Sách của ông cũng bị cấm lưu hành. Sau đó, Thế chiến II nổ ra.

### Ở lại Pháp
Bất chấp nhiều trở ngại, liệu pháp phage vẫn phát triển nhanh chóng và được sử dụng rộng rãi trong quân đội ở cả hai bên tham chiến trong nỗ lực nhằm bảo toàn tính mạng cho binh lính của mình ít nhất là khỏi tổn thất vì nhiễm trùng. Thật sự thì D'Herelle cũng không được lợi gì từ sự phát triển này; ông bị giam lỏng tại nhà bởi một người Đức tên "Wehrmacht" tại Vichy, Pháp. Ông dành thời gian của mình viết cuốn sách "Giá trị của thí nghiệm", và ghi lại các ký ức của ông, tất cả nằm trong 800 trang sách.
Sau ngày D-Day, thuốc kháng sinh penicillin mới được điều chế trở nên thông dụng và được dùng rộng rãi trong các bệnh viện ở phương Tây. Kháng sinh được dễ dàng sử dụng và đáng tin cậy hơn liệu pháp phage, điều đó khiến cho kháng sinh trở thành lựa chọn được ưu tiên hàng đầu bất chấp các tác dụng phụ và sự kháng thuốc của vi khuẩn. Liệu pháp phage vẫn được sử dụng phổ biến tại Liên bang Xô Viết, cho đến khi chính thể này sụp đổ.
Félix d'Herelle bị ung thư tụy hành hạ và ông mất trong sự lãng quên ở Paris vào năm 1949. Ông được chôn cất ở Saint-Mards-en-Othe trong một căn hộ tại Aube ở Pháp.
Trong thập niên 1960 cái tên Félix d’Hérelle xuất hiện trong một danh sách xuất bản bởi Quỹ Nobel vền các nhà khoa học mà các đóng góp của họ xứng đáng được nhận Giải Nobel nhưng không được trao vì nhiều lý do.
Tuy nhiên, nước Pháp cũng không hoàn toàn lãng quên Félix d'Herelle. Đã có một đại lộ được đặt tên ông ở quận 16 ở in Paris.

## Hình ảnh ông trong văn chương
Tiểu thuyết Arrowsmith được viết bởi Sinclair Lewis với sự hỗ trợ khoa học từ Paul de Kruif dựa trên các chi tiết về cuộc đời d'Herelle.

## Các công trình xuất bản
Đây là danh sách các công trình đã được xuất bản của ông, không phải là các đề tài nghiên cứu và ấn phẩm nhỏ.
- 1946. L’étude d’une maladie: Le Choléra. French. F. Rouge & Cie S. A., Lausanne. OCLC 11221115
- 1938. Le Phénomène de la Guérison dans les Maladies Infectieuses. Masson et cie, Paris. OCLC 5784382
  - Russian translation with G. Eliava. 1935. Bakteriofag i fenomen vyzdorovlenija Tiflis Gos. Univ. (Tbilisi National University, Tbilisi, Georgia). OCLC 163085972
  - Georgian translation with G. Eliava. 1935. (cf Summers WC, 1999, page 165)
- 1933. Le Bactériophage et ses Applications Thérapeutiques. Doin, Paris. OCLC 14749145
  - English translation. with G. H. Smith. 1930. The Bacteriophage and its Clinical Application. p. 165-243. Charles C. Thomas, Publisher, Springfield, Illinois. OCLC 347451
- 1929. Études sur le Choléra. Impr. A. Serafini, Alexandrie. OCLC 15864352
  - English translation, with R. H. Malone, and M. N. Lahiri. 1930. Studies on Asiatic Cholera. Thacker, Spink & Co., Calcutta. OCLC 25936856
- 1926. Le Bactériophage et son Comportement. Masson et Cie, Paris. OCLC 11981307
  - English translation, with G. H. Smith. 1926. The Bacteriophage and Its Behavior. The Williams &Wilkins Co., Baltimore. OCLC 2394374
- with G. H. Smith. 1924. Immunity in Natural Infectious Disease. Williams & Wilkins Co., Baltimore. OCLC 586303
- 1923. Les Défenses de l'Organisme. Flammarion, Paris. OCLC 11127665
- 1921. Le Bactériophage: Son Rôle dans l'Immunité. Masson et cie, Paris. OCLC 14794182
  - German translation, 1922. Der Bakteriophage und seine Bedeutung für die Immunität. F. Vieweg & Sohn, Braunschweig. OCLC 36920828
  - English translation, 1922 The Bacteriophage: Its Role in Immunity. Williams and Wilkins Co./Waverly Press, Baltimore. OCLC 14789160